# Famille Veil-Picard
Pour les articles homonymes, voir Veil et Picard (homonymie).

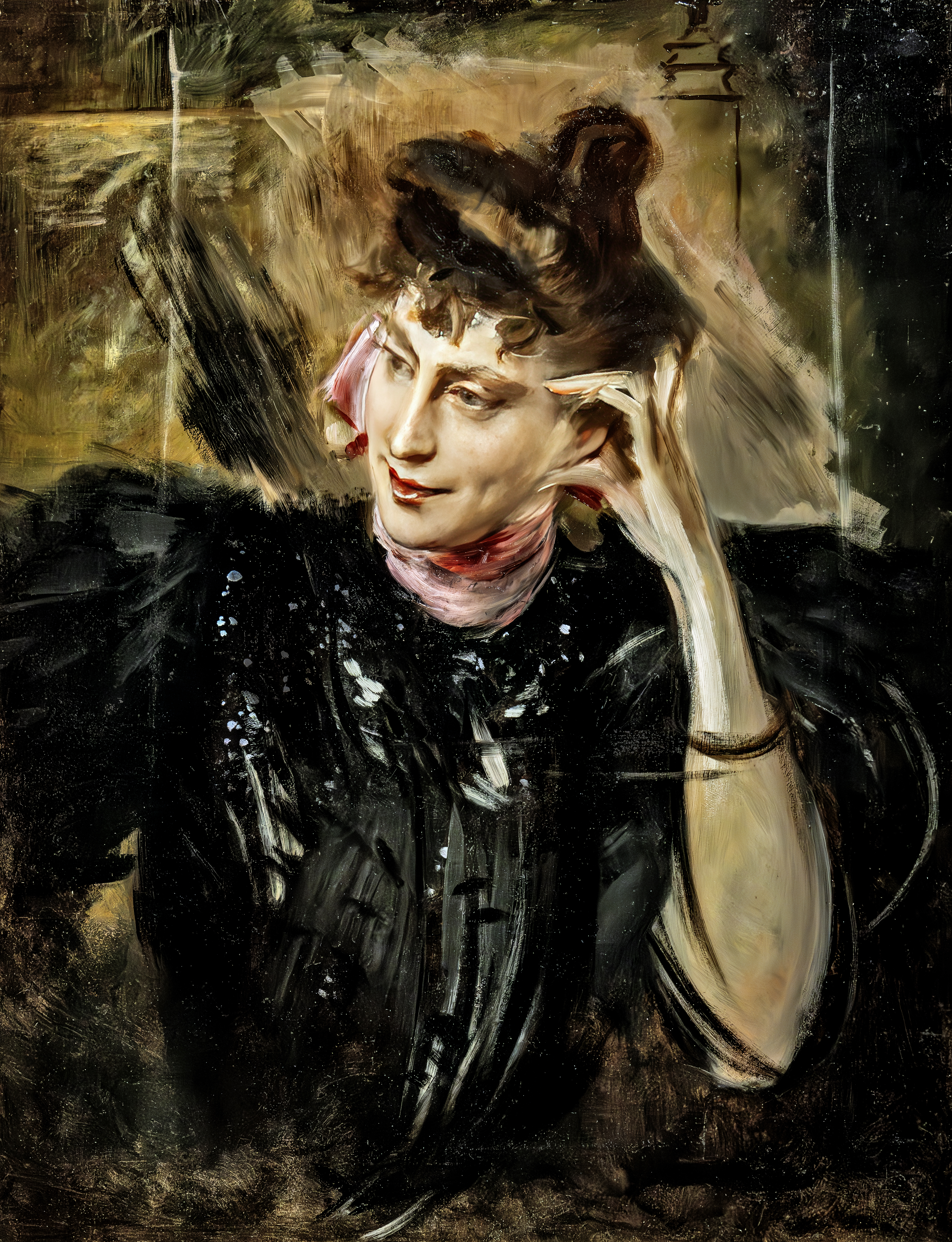
Madame Veil-Picard par Giovanni Boldini 1896

La famille Veil-Picard est une famille juive, originaire du Haut-Rhin. L'aïeul, Aaron Veil né le 5 mai 1794 à Oberhagental s'est installé à Besançon où il exerce le métier de banquier. Il épouse Pauline Hauser-Picard en 1823 ; leurs descendants porteront le patronyme Veil-Picard. Aaron décède le 20 octobre 1868 à Besançon.
La famille Veil-Picard compte plusieurs mécènes et philanthropes, dont le plus célèbre est Adolphe Veil-Picard (1824-1877), fils d'Aaron, père d'Arthur-Georges (1854-1944), Edmond-Charles (1856-1947), Pauline (1858-) et Léon (1880-1921) Veil-Picard. membre du Consistoire israélite de Lyon et bienfaiteur de la Ville de Besançon. C'est notamment lui qui, par un don de 200 000 francs, contribua au financement de la rénovation du quai d'Arènes (rive droite du Doubs ) terminé en 1878. Ce quai a été baptisé "Veil-Picard" en 1879.
La grille du portail de la synagogue, porte une plaque avec l'inscription « grille donnée par M. A. VEIL-PICARD à la mémoire de son père 1869 ».
En 1879, Pauline Weil-Picard épouse Henry Aron. Ils ont une fille, Germaine-Jeanne Aron de Faucompré (1884-1941), adoptée par le comte de Faucompré (troisième époux de Pauline), et qui épousa Armand de Rafelis de Saint-Sauveur (1879-1969).
En 1881, Edmond Veil-Picard apporte son soutien financier au journal quotidien et républicain, Le Paris, dont la majorité de la rédaction vient de quitter le journal La France, dont la ligne éditoriale devient monarchiste puis antidreyfusarde. En 1886, Edouard Drumont l'attaque violemment dans son livre, La France juive.
En 1888, les banquiers Arthur-Georges et Edmond-Charles Veil-Picard achètent à Louis Alfred Pernod la distillerie du même nom. Ils conservent à la société son nom originel de « Pernod fils ».
Léon Veil-Picard achète une propriété à Diénay pour y installer son équipage de vénerie "Rallye Diénay" (voir memoiredesequipages.fr). Il est Maire de Diénay de 1912 au 24 mars 1921, date de son décès à Paris. Ayant installé dans cette propriété une centrale électrique, il fit installer un réseau dans le village et chaque maison de Diénay a pu bénéficier d'un point d'éclairage et d'une prise de courant !
Le nom des Veil-Picard est également associé à l'histoire des courses hippiques (écuries célèbres). La famille est également célèbre pour sa collection d'art. 
En 1924, est érigé, place Granvelle à Besançon, un monument à la mémoire  d'Adolphe Veil-Picard, dû au sculpteur Alfred Boucher.
Sous l'Occupation, les biens des Veil-Picard sont saisis par l'Einsatzstab Reichsleiter Rosenberg.